# Тайлер Пашер
Тайлер Пашер (англ. Tyler Pasher, нар. 27 квітня 1994) — канадський футболіст, нападник американського клубу «Бірмінгем Леджен» та національної збірної Канади. Виступав також за низку закордонних, переважно американських клубів.

## Клубна кар'єра
Тайлер Пашер народився 1994 року в Канаді. Ще в дитинстві виїхав до Англії, де розпочав займатися в юнацькій команді футбольного клубу «Ньюкасл Юнайтед», в 2010 році повернувся на батькіщину, де грав у юнацькій команді клубу «Торонто». У 2013 році Пашер став гравцем фінської команди «ПС Кемі», в якій зіграв 22 матчі чемпіонату.
У 2014 році Пашер перейшов до американського клубу Національної Прем'єр-ліги соккеру «Лансінг Юнайтед», в якій грав до кінця року. У 2015 році канадський нападник перейшов до клубу USL «Піттсбург Рівергаундз», де грав до кінця року. З початку 2016 року футболіст перейшов до клубу Major League Soccer «Спортінг» (Канзас-Сіті), у якій грав до 2017 року, проте більше грав за другу команду клубу.
2018 року Тайлер Пашер уклав контракт з клубом USL «Інді Ілевен», у складі якого грав до 2020 року. У клубі канадець був серед найкращих голеадорів, відзначившись 24 забитими голами в 60 матчах за клуб. У 2021 році Пашер зперейшов до клубу Major League Soccer «Х'юстон Динамо», в якій грав до 2022 року, та став футболістом основного скаду. У кінці 2022 року футболіст перейшов до іншого клубу Major League Soccer «Нью-Йорк Ред Буллз», проте за основний склад клубу не зіграв, і на початку 2023 року перейшов до клубу USL «Бірмінгем Леджен».

## Виступи за збірну
У 2021 році Тайлер Пашер дебютував у складі національної збірної Канади. У складі збірної був учасником розіграшу Золотого кубка КОНКАКАФ 2021 року у США. У складі збірної цього року зіграв 2 матчі, в яких забитими голами не відзначився.